# Cantone di Lassay-les-Châteaux
Il Cantone di Lassay-les-Châteaux è una divisione amministrativa dell'arrondissement di Mayenne.
A seguito della riforma approvata con decreto del 21 febbraio 2014, che ha avuto attuazione dopo le elezioni dipartimentali del 2015, è passato da 6 a 24 comuni.

## Composizione
I 6 comuni facenti parte prima della riforma del 2014 erano:
- Le Housseau-Brétignolles
- Lassay-les-Châteaux
- Rennes-en-Grenouilles
- Sainte-Marie-du-Bois
- Saint-Julien-du-Terroux
- Thubœuf

Dal 2015 i comuni appartenenti al cantone sono i seguenti 24:
- Aron
- La Bazoge-Montpinçon
- Belgeard
- Champéon
- La Chapelle-au-Riboul
- Charchigné
- Commer
- Grazay
- La Haie-Traversaine
- Hardanges
- Le Horps
- Le Housseau-Brétignolles
- Jublains
- Lassay-les-Châteaux
- Marcillé-la-Ville
- Martigné-sur-Mayenne
- Montreuil-Poulay
- Moulay
- Rennes-en-Grenouilles
- Le Ribay
- Saint-Fraimbault-de-Prières
- Saint-Julien-du-Terroux
- Sainte-Marie-du-Bois
- Thubœuf